# Ateuchus persplendens
Ateuchus persplendens là một loài bọ cánh cứng trong họ Bọ hung (Scarabaeidae).